# Tvorchi
Tvorchi – ukraiński duet muzyczny tworzący muzykę elektroniczną, założony w 2018 roku. W skład zespołu wchodzą: Andrij Huculiak i Jeffery Kenny. Reprezentanci Ukrainy w 67. Konkursie Piosenki Eurowizji (2023).
Wydali cztery albumy studyjne: „The Parts”(2018), „Disco Lights” (2019), „13 Waves” (2020) i „Road” (2020).

## Historia
Andrij Huculiak i Jeffery Kenny poznali się na ulicy. Znajomość przerodziła się we współpracę, w której Huculiak został producentem muzycznym, a Kenny autorem tekstów i wokalistą. Obaj studiowali na Wydziale Farmaceutycznym Tarnopolskiego Narodowego Uniwersytetu Medycznego.
30 maja 2017 wydali swój pierwszy singiel „Slow”. Do końca roku wydali jeszcze jeden singiel, „You”, a 2 lutego 2018 wydał album pt. The Parts. 20 września 2018 opublikowali teledysk do piosenki „Youth”. 14 lutego 2019 wydali album pt. Disco Lights, a latem tego roku wystąpili na festiwalach muzycznych: Fajne Misto (Tarnopol), Atlas Weekend (Kijów) i Ukrainian Song Project (Lwów).
W 2020 wydali singiel „Bonfire”, z którym zajęli czwarte miejsce w finale programu Widbir 2020, ukraińskich eliminacji mających na celu wybór reprezentanta Ukrainy w 65. Konkursie Piosenki Eurowizji. Utwór stał się najpopularniejszym ukraińskim utworem na platformie streamingowej Deezer w 2020 roku. We wrześniu 2020 roku muzycy wydali album pt. 13 Waves, który nagrali zdalnie w związku z pandemią COVID-19. Płyta w pierwszym tygodniu od premiery uzyskała ponad dwa miliony odsłuchań na platformach muzycznych. 19 grudnia 2020 roku muzycy zostali laureatami internetowej nagrody muzycznej Kultura Ukrainy w kategoriach: najlepszy nowy artysta i najlepszy anglojęzyczny singiel („Bonfire”). 10 września 2021 roku wydali cyfrowo swój czwarty album, pt. Road, na którym umieścili utworu zainspirowane ich trasami koncertowymi w różnych miastach Ukrainy.

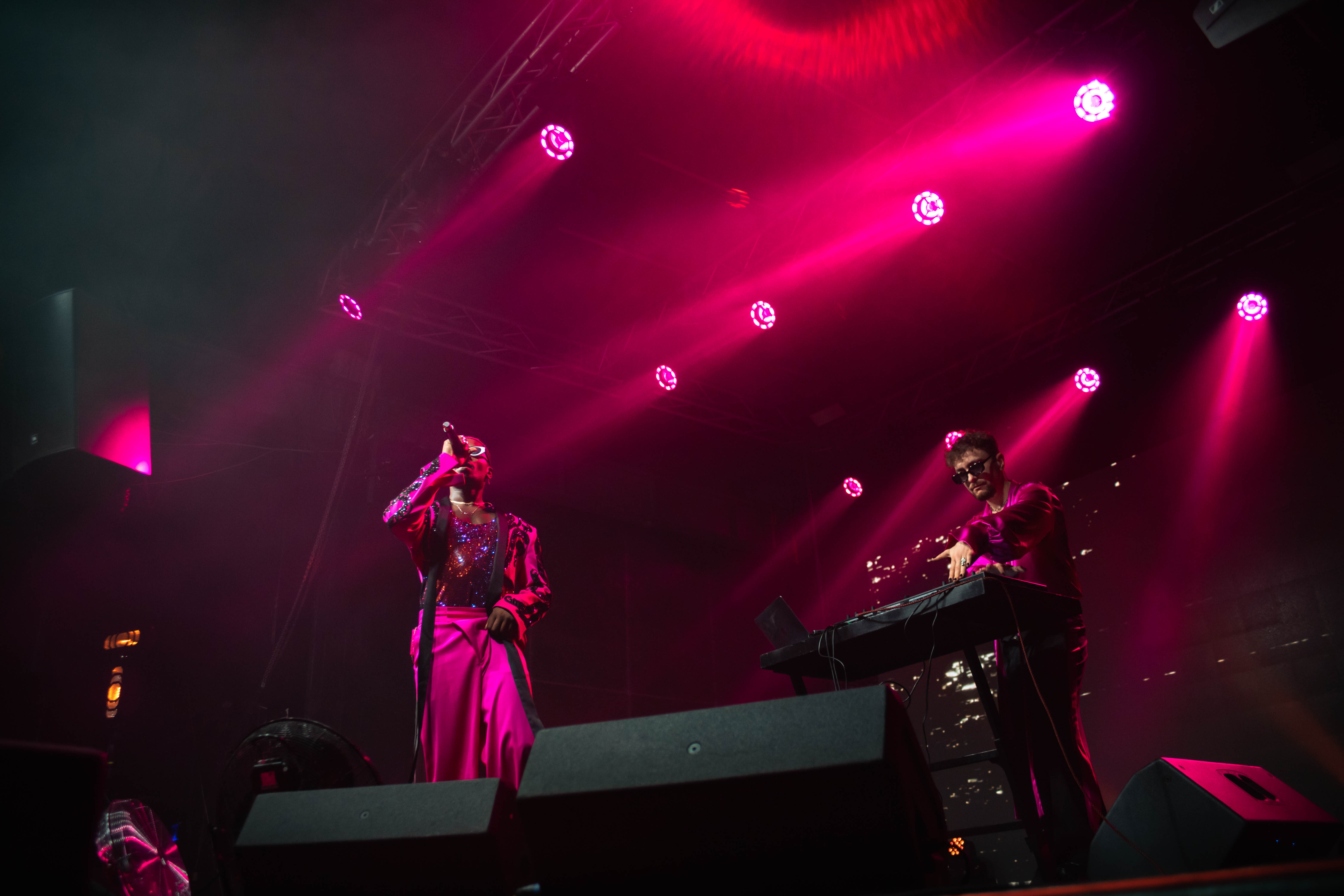
Tvorchi występujący w Gdańsku w ramach Ukrsongroject.

17 grudnia 2022 zwyciężyli z piosenką „Heart of Steel” w finale ukraińskich eliminacji Widbir 2023, uzyskując tym samym prawo do reprezentowania Ukrainy w 67. Konkursie Piosenki Eurowizji (2023) w Liverpoolu. 13 maja zajęli szóste miejsce w finale konkursu.